# 菱角镇
菱角镇，是中华人民共和国广西壮族自治区玉林市博白县下辖的一个乡镇级行政单位。

## 行政区划
菱角镇下辖以下地区：
菱角村、绿湖村、山蕉村、盐圩村、石柳村、柱石村、大龙村、横圹村、李扬村、羊少村和苏众村。